# Division II i fotboll 1945/1946
Division II i fotboll 1945/1946 bestod av fyra serier med 10 lag i varje serie. Det var då Sveriges näst högsta division. Varje serievinnare gick till kvalspel för att eventuellt flyttas upp till Allsvenskan och de två sämsta degraderades till Division III. Det gavs 2 poäng för vinst, 1 poäng för oavgjort och 0 poäng för förlust.

## Serier

### Norra
| Nr | Lag                  | S  | V  | O | F  | GM | IM | MS  | P  |
| -- | -------------------- | -- | -- | - | -- | -- | -- | --- | -- |
| 1  | Surahammars IF       | 18 | 12 | 2 | 4  | 39 | 20 | +19 | 26 |
| 2  | Avesta AIK           | 18 | 11 | 3 | 4  | 39 | 25 | +14 | 25 |
| 3  | IFK Västerås         | 18 | 9  | 5 | 4  | 39 | 24 | +15 | 23 |
| 4  | IK Brage             | 18 | 10 | 1 | 7  | 39 | 26 | +13 | 21 |
| 5  | Västerås IK (U)      | 18 | 9  | 1 | 8  | 30 | 29 | +1  | 19 |
| 6  | Ludvika FFI (N)      | 18 | 7  | 4 | 7  | 41 | 34 | +7  | 18 |
| 7  | Sandvikens IF        | 18 | 7  | 3 | 8  | 34 | 35 | −1  | 17 |
| 8  | Sandvikens AIK       | 18 | 5  | 5 | 8  | 29 | 37 | −8  | 15 |
| 9  | Ljusne AIK           | 18 | 3  | 2 | 13 | 26 | 49 | −23 | 8  |
| 10 | Långshyttans AIK (U) | 18 | 4  | 0 | 14 | 31 | 68 | −37 | 8  |

Surahammars IF gick vidare till kvalspel till Allsvenskan och Ljusne AIK och Långshyttans AIK flyttades ner till division III. De ersattes av Iggesunds IK och Enköpings SK från division III.

### Östra
| Nr | Lag              | S  | V  | O | F  | GM | IM | MS  | P  |
| -- | ---------------- | -- | -- | - | -- | -- | -- | --- | -- |
| 1  | Örebro SK        | 18 | 14 | 2 | 2  | 58 | 36 | +22 | 30 |
| 2  | Åtvidabergs FF   | 18 | 8  | 4 | 6  | 46 | 32 | +14 | 20 |
| 3  | IK Sleipner      | 18 | 10 | 0 | 8  | 49 | 37 | +12 | 20 |
| 4  | Hammarby IF      | 18 | 9  | 2 | 7  | 47 | 38 | +9  | 20 |
| 5  | IFK Eskilstuna   | 18 | 9  | 1 | 8  | 27 | 20 | +7  | 19 |
| 6  | Reymersholms IK  | 18 | 7  | 4 | 7  | 28 | 32 | −4  | 18 |
| 7  | BK Derby (U)     | 18 | 7  | 3 | 8  | 33 | 30 | +3  | 17 |
| 8  | Karlskoga IF     | 18 | 6  | 2 | 10 | 27 | 37 | −10 | 14 |
| 9  | Sundbybergs IK   | 18 | 6  | 1 | 11 | 25 | 49 | −24 | 13 |
| 10 | Hagalunds IS (U) | 18 | 3  | 3 | 12 | 23 | 52 | −29 | 9  |

Örebro SK gick vidare till kvalspel till Allsvenskan och Sundbybergs IK och Hagalunds IS flyttades ner till division III. De ersattes av Jönköpings Södra IF från Allsvenskan och från division III kom IFK Lidingö och IFK Värnamo.

### Västra
| Nr | Lag              | S  | V  | O | F  | GM | IM | MS  | P  |
| -- | ---------------- | -- | -- | - | -- | -- | -- | --- | -- |
| 1  | Billingsfors IK  | 18 | 12 | 4 | 2  | 46 | 27 | +19 | 28 |
| 2  | Tidaholms GIF    | 18 | 9  | 3 | 6  | 38 | 29 | +9  | 21 |
| 3  | Lundby IF        | 18 | 7  | 7 | 4  | 34 | 29 | +5  | 21 |
| 4  | Deje IK (U)      | 18 | 8  | 4 | 6  | 29 | 28 | +1  | 20 |
| 5  | IFK Uddevalla    | 18 | 7  | 6 | 5  | 25 | 34 | −9  | 20 |
| 6  | Örgryte IS       | 18 | 6  | 5 | 7  | 40 | 28 | +12 | 17 |
| 7  | Göteborgs FF (U) | 18 | 7  | 1 | 10 | 32 | 32 | 0   | 15 |
| 8  | Karlstads BIK    | 18 | 6  | 2 | 10 | 29 | 36 | −7  | 14 |
| 9  | IFK Tidaholm     | 18 | 5  | 4 | 9  | 27 | 35 | −8  | 14 |
| 10 | Gårda BK         | 18 | 5  | 0 | 13 | 28 | 50 | −22 | 10 |

Billingsfors IK gick vidare till kvalspel till Allsvenskan och IFK Tidaholm och Gårda BK flyttades ner till division III. De ersattes av IF Viken och IFK Trollhättan från division III.

### Södra
| Nr | Lag                 | S  | V  | O | F  | GM | IM | MS  | P  |
| -- | ------------------- | -- | -- | - | -- | -- | -- | --- | -- |
| 1  | Landskrona BoIS (N) | 18 | 13 | 3 | 2  | 53 | 20 | +33 | 29 |
| 2  | Husqvarna IF        | 18 | 12 | 3 | 3  | 51 | 29 | +22 | 27 |
| 3  | IFK Malmö           | 18 | 10 | 3 | 5  | 48 | 30 | +18 | 23 |
| 4  | Kalmar FF           | 18 | 9  | 3 | 6  | 42 | 27 | +15 | 21 |
| 5  | Nybro IF            | 18 | 10 | 1 | 7  | 48 | 38 | +10 | 21 |
| 6  | Kalmar AIK (U)      | 18 | 7  | 2 | 9  | 38 | 46 | −8  | 16 |
| 7  | Alets IK            | 18 | 5  | 4 | 9  | 29 | 39 | −10 | 14 |
| 8  | Malmö BI (U)        | 18 | 6  | 2 | 10 | 34 | 53 | −19 | 14 |
| 9  | Limhamns IF         | 18 | 4  | 4 | 10 | 22 | 31 | −9  | 12 |
| 10 | Blomstermåla IK     | 18 | 1  | 1 | 16 | 15 | 67 | −52 | 3  |

Landskrona BoIS gick vidare till kvalspel till Allsvenskan och Limhamns IF och Blomstermåla IK flyttades ner till division III. De ersattes av Halmstads BK från Allsvenskan och från division III kom Höganäs BK och Olofströms IF.

## Kvalspel till Allsvenskan
| Lag 1           | Totalt        | Lag 2           | Möte 1 | Möte 2 |
| Surahammars IF  | 3–2 (PO: 1–2) | Örebro SK       | 3–0    | 0–2    |
| Billingsfors IK | 3–1 (PO: 4–1) | Landskrona BoIS | 3–0    | 0–1    |

Den tredje matchen mellan lagen spelades eftersom bortamålsregeln inte användes. Båda de avgörande matcherna spelades på neutral plan, matchen mellan Surahammars IF och Örebro SK spelades i Solna stad och matchen mellan Billingsfors IK och Landskrona BoIS spelades i Göteborg. Örebro SK och Billingsfors IK till Allsvenskan 1946/47. Surahammars IF och Landskrona BoIS fick fortsätta spela i division II.